# Distretto di Begusarai
Begusarai è un distretto dell'India di 2 342 989 abitanti, che ha come capoluogo Begusarai.